# Майгазиев, Сакен Кордабаевич
Сакен Кордабаевич Майгазиев (каз. Сәкен Қордабайұлы Майғазиев; 1 января 1975; Сузакский район, Южно-Казахстанская область, КазССР, СССР) — казахстанский певец, участник популярной казахстанской группы «МузАРТ». Заслуженный деятель Казахстана (2013), Медаль «Халық алғысы» (2020).

## Биография
Родился 1 января 1975 года в Созакском районе Южно-Казахстанской области. Происходит из подрода Коныршунак рода  Котенши племени Конырат Среднего жуза.
В 1993 году окончил класс народного артиста Казахстана, профессора Лаки Кесоглу по специальности «ударные инструменты и эстрадное  пение» Республиканского колледжа эстрадного циркового искусства имени Жусупбека Елебекова,
```
в 
1997 году
 факультет «Эстрадный вокал» 
Казахской Национальной академии искусств имени Т. К. Жургенова
, класс заслуженной артистки Казахстана, профессора 
Люции Толешовой
.
```

В 2014 году окончил магистратуру Казахской Национальной академии искусств.
В 2020 году окончил докторантуру Казахской Национальной академии искусств и получил учёное звание доктора философии phd по искусствоведению, тема диссертации: «Қазіргі қазақ эстрадасындағы этнофольклорлық тенденциялар».
С 2001 года по настоящее время — солист вокального инструментального ансамбля «Муз Арт».
С 2012 года — преподаватель Республиканского колледжа эстрадного циркового искусства имени Жусупбека Елебекова.
С декабрь 2018 года по настоящее время — преподаватель, доцент, проректор по творческой работе и международным отношениям Казахской Национальной академии искусств.

## Награды и звания
- 2006 — Государственная молодёжная премия Правительства Республики Казахстан «Дарын» в номинации «Эстрада» (15 декабря)[4][5]
- 2010 — Почётный нагрудный знак Министерства культуры и информации Республики Казахстана «Деятель культуры Казахстана» (каз. Қазақстанның Мәдениет қайраткері) — за заслуги в культуре и искусстве.
- 2013 — Указом Президента Республики Казахстан награждён почетным званием «Заслуженный деятель Республики Казахстан» — за заслуги в искусстве казахской эстрады.[6]
- 2016 — Медаль «25 лет независимости Республики Казахстан»
- 2020 (5 октября) — Медаль «Народная благодарность» («Халық алғысы»)[7]